# Dolichocephalie

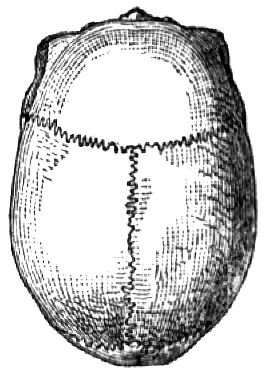
Dolichocephalie

Mit dem Begriff Dolichocephalie (auch Dolichozephalie, griechisch δολιχός dolichos ‚lang‘; κεφαλή kephalē ‚Kopf‘) wird in der Humanmedizin eine besondere Kopfform beschrieben, die sich durch eine asymmetrisch lange, schmale Schädelform (Langschädel) kennzeichnet. Diese Schädelverformung ist weder künstlich noch durch sonstige äußere Umstände entstanden, sondern durch eine angeborene genetische Veranlagung bedingt.
Neben dieser häufigsten Form einer Normvariante der Schädelform kann eine Dolichozephalie, auch Skaphozephalie genannt, Hinweis auf eine Erkrankung sein, siehe unter Ursache.
Bei Hunden ist die Dolichocephalie die physiologische Schädelform, im Gegensatz zur Brachycephalie bei kurzköpfigen Hunderassen.

## Ursache
Bei Menschen mit einem Dolichocephalus hat sich in der Entwicklung die Sagittalnaht (Sutura sagittalis) unüblich früh verknöchert (Kraniosynostose), sodass es zu einem Ungleichgewicht zwischen dem Längen- und Breitenwachstum des Kopfes gekommen ist, in dessen Folge das Längenwachstum das Breitenwachstum im Verhältnis deutlich übertroffen hat.
Überdurchschnittlich häufig kommt Dolichocephalie bei Menschen mit dem Marfan-Syndrom, dem Edwards-Syndrom (Trisomie 18), Prader-Willi-Syndrom und dem Wolf-Hirschhorn-Syndrom vor, aber auch beim N-Syndrom.
Weitere Syndrome mit Dolichozephalie als Merkmal sind: German-Syndrom, Kranioektodermale Dysplasie, Tricho-dento-ossäres Syndrom und Trisomie 10p.

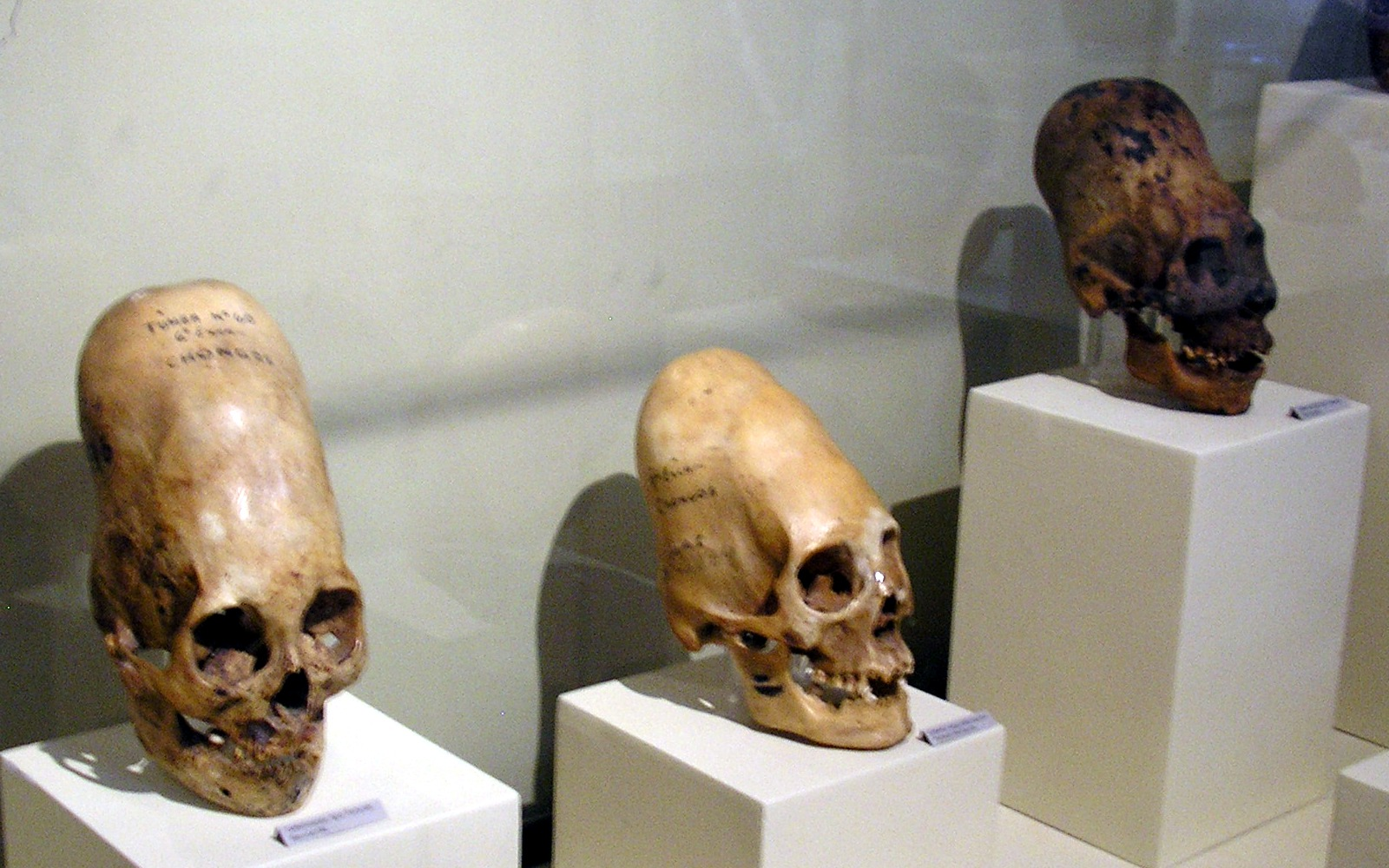
Langschädel der Paracas

## Künstliche Formung
Darüber hinaus hat es in der Menschheitsgeschichte immer wieder Kulturen gegeben, die den sogenannten Langschädel als Schönheitsideal verstanden. Mittels verschiedener Methoden wurden Kinderschädel bewusst so deformiert, dass die entsprechende Kopfform entstand. Beispiele finden sich bereits bei den Neandertalern sowie bei zahlreichen Völkern wie etwa den Paracas, Chinook oder Mangbetu.